# Evangelisch-Lutherse Kerk in het Koninkrijk der Nederlanden
De Evangelisch-Lutherse Kerk in het Koninkrijk der Nederlanden (ELK) was een luthers kerkgenootschap in Nederland van 1818 tot 2004.

## Eerste gemeenten
De eerste plaatselijke lutherse congregaties in Nederland werden gesticht in de 16e eeuw; zo houdt de lutherse gemeente in Amsterdam 1588 als stichtingsjaar aan.
Het oudste tot nu toe bewaarde lutherse doopregister werd echter in Middelburg in 1586 geopend, na de massale toestroom van vluchtelingen uit Antwerpen nadat de Spanjaarden het na het Beleg van Antwerpen (1584-1585) hadden overgenomen. Antwerpen was inderdaad een vroege focus van de protestantse Reformatie geweest; de allereerste martelaren van de Reformatie die in 1523 op de brandstapel stierven, kwamen er vandaan. In augustus 1585 verlieten 40.000 mensen (of wel 50% van de inwoners) de stad, omdat ze zich tot het katholicisme weigerden te bekeren. Onder hen bevonden zich Lutheranen die in 1576 na de Pacificatie van Gent in Antwerpen waren gebleven en die zich in verschillende delen van de Verenigde Provincies zouden vestigen: Middelburg, Rotterdam, Leiden, Haarlem en Amsterdam. In deze grote steden worden de lutherse gemeenschappen versterkt door de aanwezigheid van handelaars van Duitse of Scandinavische afkomst, maar de lutherse kerk bleef vrij klein. 
Een uitzondering zijn de Hollandse en Stichtse Lutheranen uit de regio Woerden en Bodegraven (zie; Woerden) 

## Immigratie
De lutherse gemeenschap in Zeeland werd verder versterkt door de immigratie van enkele honderden Lutheranen uit Oostenrijk nadat op 31 oktober 1731 de aartsbisschop van Salzburg had besloten dat religieuze dissidenten zijn aartsbisdom moesten verlaten. Een aantal werd onder strikte voorwaarden uitgenodigd om naar Walcheren te komen. Slechts 59 personen kwamen in Vlissingen aan. Het Vrije van Sluis, het tegenwoordige Zeeuws-Vlaanderen was ook geïnteresseerd in een aantal emigranten uit Dürrnberg. Na een lange en moeizame reis gedurende de strenge winter van 1731-1732 kwamen omstreeks 400 Dürrnbergers in Breskens aan, voordat ze over de dorpen Groede, Schoondijke en Nieuwvliet werden verdeeld (144 emigranten waren tijdens de reis overleden). Deze gemeenschap werd al snel door ziekte en door terugkeer naar Oostenrijk tot minder dan 200 leden gereduceerd, maar werd toch in stand gehouden, vooral in Groede waar de meeste "Salzburgers" zich hadden gevestigd. Een Luthers kerkgebouw werd daar in 1742 gebouwd. Naast het lutherse kerkje van Groede heeft deze groep Oostenrijkse immigranten typische familienamen zoals Auer, Eggel, Ehrlich, Ekkebus, Fagginger, Keijmel, Lerchner, Neugebauer, Scheybeler of Wemelsfelder aan de volgende generaties doorgegeven. In 1989 fuseerde de lutherse gemeenschap in Groede met die van Vlissingen en Middelburg tot de Evangelisch Lutherse Gemeente van Groede-Middelburg-Vlissingen. In 2013 is deze gemeente gefuseerd met de gemeente Zierikzee tot de Evangelisch Lutherse Gemeente Zierikzee - Zeeland. Wel bleven de erediensten, hoewel beperkt tot een enkele keer per jaar, in Middelburg en (tot in 2019) in Groede doorgaan. 
In de tweede helft van 18e eeuw nam het aantal Lutheranen in Nederland toe, toen soldaten uit Duitsland in Nederland ingekwartierd werden, maar daarna nam het weer af, omdat vele Lutheranen tot de Hervormde Kerk toetraden.

## Woerden
Een uitzondering is de gemeente van Woerden, die teruggaat op het werk van Jan de Bakker, de eerste protestantse martelaar in de noordelijke Nederlanden. Hierdoor kwam ook de Lutherse leer in de Noordelijke Nederlanden. Na de dood van Jan de Bakker ontstond er geleidelijk een protestantse gemeente naar de Augsburgse Confessie en officieel gesticht in 1564. Een deel van het stadsbestuur van Woerden hing de Lutherse leer aan. De Petruskerk bleef tot 1593 in lutherse handen. Ook Bodegraven was een vroeger luthers bolwerk. De grote of Sint Galluskerk bleef ook tot 1593 in lutherse handen. De lutherse gemeente Bodegraven is altijd redelijk klein gebleven.

## Oprichting nationale kerk in 1818
In 1818 brachten de religieuze hervormingen van koning Willem I de Nederlandse lutheranen ertoe zich voor de eerste keer in een nationale lutherse kerk te verenigen, de Evangelisch-Lutherse Kerk in het Koninkrijk der Nederlanden (ELK).

## Afsplitsingen
In 1791 had zich een orthodoxe groep van de Amsterdamse lutherse gemeente afgesplitst. Zij vormden de Hersteld Evangelisch-Lutherse Kerk ofwel het Oude Licht. Zij bouwden een eigen kerk aan de Kloveniersburgwal. In 1863 vormden het Oude en het Nieuwe Licht een Permanente Commissie van Verbroedering om de plooien glad te strijken. In 1947 ondertekenden beide nominaties op de Wereldconferentie van Lutherse Kerken in het Zweedse Lund de slotverklaring, en in 1952 vond de hereniging plaats.
Hoewel men niet spreekt van een afscheiding of afsplitsing uit de Evangelisch-Lutherse kerk, ontstond er in 1987 een klein kerkverband van de Oud-Evangelisch-Lutherse kerk in Nederland. Deze gemeenschap ontstond vanuit het werk van de lutherse emeritus predikant uit Antwerpen, ds. H. Zijlstra. Omdat in de besturen van de Evangelisch-Lutherse Kerk in het Koninkrijk der Nederlanden een matige vrijzinnige koers aanhing, ontstond er een behoefte aan een bijbelgetrouwe Lutherse kerk. De meeste bezwaren waren voornamelijk "dat er in de Lutherse kerk in Nederland openstond voor praktiserende homoseksuelen in het ambt, weinig tot matige steun voor anti-euthanasie en antiabortus. Gods Woord is onfeilbaar en geen verzameling van sagen". Ook waren er bezwaren tegen het Samen-op-Weg proces met de Nederlandse Hervormde Kerk en de Gereformeerde Kerken in Nederland.  De diensten werden gehouden in een van de zalen van de hervormde Mattheüskerk te Utrecht. Toen deze kerk in 1995 werd verkocht aan de Christelijke gereformeerde kerk Utrecht - West, week men uit naar Amsterdam waar men samenkwam in een bovenverdieping van een christelijke boekwinkel en later in een aula van een school. Ds. H. Zijlstra verleende in Utrecht de pastorale taken. In Amsterdam opgevolgd door de voormalige R-K diaken pastor C. Bos (1996 - 1999). Het ledental was in Utrecht rond de 20 belijdende leden.  De diensten werden gemiddeld dan ook door 20 personen bezocht en in Amsterdam rond de 10 tot 15 personen. De gemeente, alsmede ook het kerkverband is op 1 maart 2000 opgeheven.
De Oud-Lutherse kerk was aangesloten bij de Lutherse kerk in de Verenigde Staten en wilde geen lid worden van de Lutherse Wereldfederatie. Ook wezen zij de Concordie van Leuenberg af.

## Kerkfusie in 2004
Op 1 mei 2004 ging de Evangelisch-Lutherse Kerk op in de Protestantse Kerk in Nederland. De Evangelisch-Lutherse Kerk in het Koninkrijk der Nederlanden had omstreeks 14.000 aanhangers toen zij opging in de PKN. Per eind 2001 stond de stand op 14.253. Mr. Herman Leker (1945-2007) uit Utrecht, destijds de tweede secretaris van het lutherse synodebestuur, hield de staat der kerk bij. Hij kwam op 6.622 belijdende leden en 6.741 doopleden, dus samen 13.363 leden per mei 2004.
Het deelnemen van de Evangelisch-Lutherse Kerk aan deze kerkfusie leidde ertoe dat de Leuenberger Konkordie en de Barmer Thesen aanvaard werden als belijdenisgeschriften in de PKN. Dit vormde het voornaamste struikelblok voor ca. 55.000 hervormden om niet mee te gaan met de kerkfusie, waardoor de Hersteld Hervormde Kerk uiteindelijk ontstond.